# Fujifilm X-E2
Fujifilm X-E2 — беззеркальный системный цифровой фотоаппарат компании «Фудзифилм», являющийся дальнейшим развитием модели Fujifilm X-E1. Фотоаппарат оснащен байонетом X и КМОП-матрицей формата APS-C собственной разработки (технология X-Trans второго поколения) с кроп-фактором 1,5. Камера оборудована гибридной системой автофокусировки.
X-E2 анонсирован 18 октября 2013 года и предлагается в двух вариантах расцветки: с серебристыми верхней и нижней панелями либо полностью чёрный. Камера выполнена в корпусе, практически не отличающемся от X-E1, что обеспечивает полную совместимость с ранее выпущенными аксессуарами.

## Отличия от Fujifilm X-E1
Фотоаппарат X-E2 включил в себя ряд технических и программных изменений по сравнению с предыдущей моделью. Так, в X-E2 используется процессор EXR II (EXR в предыдущей модели) и обновленная более скоростная КМОП-матрица X-Trans II (X-Trans первого поколения в X-E1) .
Благодаря удвоенной производительности нового процессора стало возможным использовать гибридную (контрастную систему автофокусировки и фазовую с обработкой данных от 100000 датчиков фазовой детекции).
Обработка значений фокусного расстояния и апертуры объектива и данных с матрицы позволяет системе компенсировать незначительную размытость на периферии объектива и исправлять дифракционное «смазывание», которое происходит при закрытии диафрагмы.
Увеличена на 0,4 дюйма диагональ ЖК-дисплея, достигнут более широкий угол обзора дисплея, его поверхность изготовлена из закалённого стекла, которое устойчиво к царапинам.
По технологии Wi-Fi осуществляется передача данных на смартфон, планшет или компьютер. В камере есть режим имитации плёнки с десятью вариантами стилизации снимков под изображения, снятые на фотоплёнку.
Скорость серийной съемки в JPEG на карта SD класса 10 с установленным объективом XF35 мм F1,4 R достигает 7 кадров/сек. сериями около 28 кадров (при записи RAW/RAW+JPEG не более 8 кадров), а в режиме следящего автофокуса 3 кадров/сек.

## Аксессуары
Компания Fujifilm выпускает ряд аксессуаров, совместимых со всеми фотоаппаратами с байонетом X, в том числе — с X-E2:
- Фотовспышки: EF-X20, EF-42, EF-20;
- Адаптеры: адаптер «M Mount Adapter» для совместимости с объективами с байонетом Leica M.

Аксессуары, совместимые только с X-E1 и X-E2:
- Дополнительный хват (модель HG-XE1);
- Кожаный получехол с дополнительным шейным ремнём (модель BLC-XE1);
- Микрофон MIC-ST1 (также совместим с некоторыми компактными фотоаппаратами).